# Roger Kingdom
Roger Nona Kingdom (* 26. srpna 1962 Vienna, Georgie) je bývalý americký atlet, sprinter, dvojnásobný olympijský vítěz v běhu na 110 metrů překážek.

## Sportovní kariéra
Jeho prvním mezinárodním úspěchem bylo vítězství na Panamerických hrách v roce 1983 v běhu na 110 metrů překážek. Na této trati se stal olympijských vítězem na olympiádě v Los Angeles v roce 1984, když vytvořil olympijský rekord časem 13,20. Své vítězství zopakoval o čtyři roky později ve stejné disciplíně v olympijském finále v Soulu. Tehdy vylepšil olympijský rekord na 12,98.
Stal se rovněž mistrem světa v běhu na 60 metrů překážek v hale v roce 1989 v Budapešti. V tomto roce také vytvořil světový rekord na 110 metrů překážek časem 12,92. Poslední medailí, kterou získal na vrcholných soutěžích, byl bronz v běhu na 110 metrů překážek na Mistrovství světa v atletice 1995.